# Julio César Fuentes
Julio César Fuentes (Montevideo, Uruguay, 3 de febrero de 1968) es un exfutbolista y entrenador uruguayo. Como jugador, ocupaba la posición de guardameta. Actualmente dirige el Tacuarembo fc.

## Clubes

### Como jugador
| Club            | País     | Año       |
| --------------- | -------- | --------- |
| River Plate     | Uruguay  | 1986-1993 |
| Sud América     | Uruguay  | 1994-1995 |
| Nacional        | Paraguay | 1996      |
| Cerro           | Uruguay  | 1997      |
| Nacional        | Paraguay | 1998      |
| Leones Negros   | México   | 1998-1999 |
| Rentistas       | Uruguay  | 2000      |
| Deportes Tolima | Colombia | 2000      |
| Rentistas       | Uruguay  | 2001      |
| Liverpool       | Uruguay  | 2002-2003 |
| Rampla Juniors  | Uruguay  | 2004      |

### Como entrenador
| Club                | País    | Año       |
| ------------------- | ------- | --------- |
| La Luz              | Uruguay | 2006-2008 |
| Deportivo Maldonado | Uruguay | 2009      |
| 14 de Julho         | Brasil  | 2011-2012 |
| Rentistas           | Uruguay | 2013-2014 |
| Sud América         | Uruguay | 2016      |
| Rentistas           | Uruguay | 2017      |
| Rampla Juniors      | Uruguay | 2018      |
| Aurora              | Bolivia | 2019      |
| Central Español     | Uruguay | 2020      |
| La Luz              | Uruguay | 2021-2023 |

Puntarenas FC  CRC  2024
TFC - Uruguay 🇺🇾 - 2025

## Logros

### Como jugador
- Cuarto puesto en la Primera División 1987 con River Plate.
- Campeón de la Segunda División 1991 con River Plate.
- Subcampeón de la Primera División 1992 con River Plate.
- Campeón de la Segunda División 1994 con Sud América.
- Quinto puesto en la Copa Conmebol 1995 con Sud América.
- Quinto puesto en el Torneo Clausura 1997 con Cerro.
- Cuarto puesto en la Primera División 2000 con Deportes Tolima.
- Campeón de la Segunda División 2002 con Liverpool.
- Subcampeón del Torneo Clausura 2003 con Liverpool.
- Subcampeón de la Segunda División 2004 con Rampla Juniors.

### Como entrenador
- Tercer puesto en la Copa FGF 2012 con 14 de Julho.
- Subcampeón de la Segunda División 2012-13 con Rentistas.
- Tercer puesto en el Torneo Clausura 2016 con Sud América.
- Ascenso a la Segunda División

Profesional con La Luz FC SAD 2020-2021
- Ascenso a la Primera División

Profesional con La Luz FC SAD 2021-2022